# 十字镇 (郎溪县)
十字镇，是中华人民共和国安徽省宣城市郎溪县下辖的一个乡镇级行政单位。

## 行政区划
十字镇下辖以下地区：
十字社区、十字村、新和村、李村、双铺村、天子门村、大华村、井明村、施吴村和水鸣村。